# Janina Brochwiczówna
Janina Brochwiczówna (ur. 4 lutego 1910 w Moskwie, zm. 30 marca 1997 w Bretanii) – polska aktorka filmowa i teatralna, artystka kabaretowa i piosenkarka.

## Życiorys

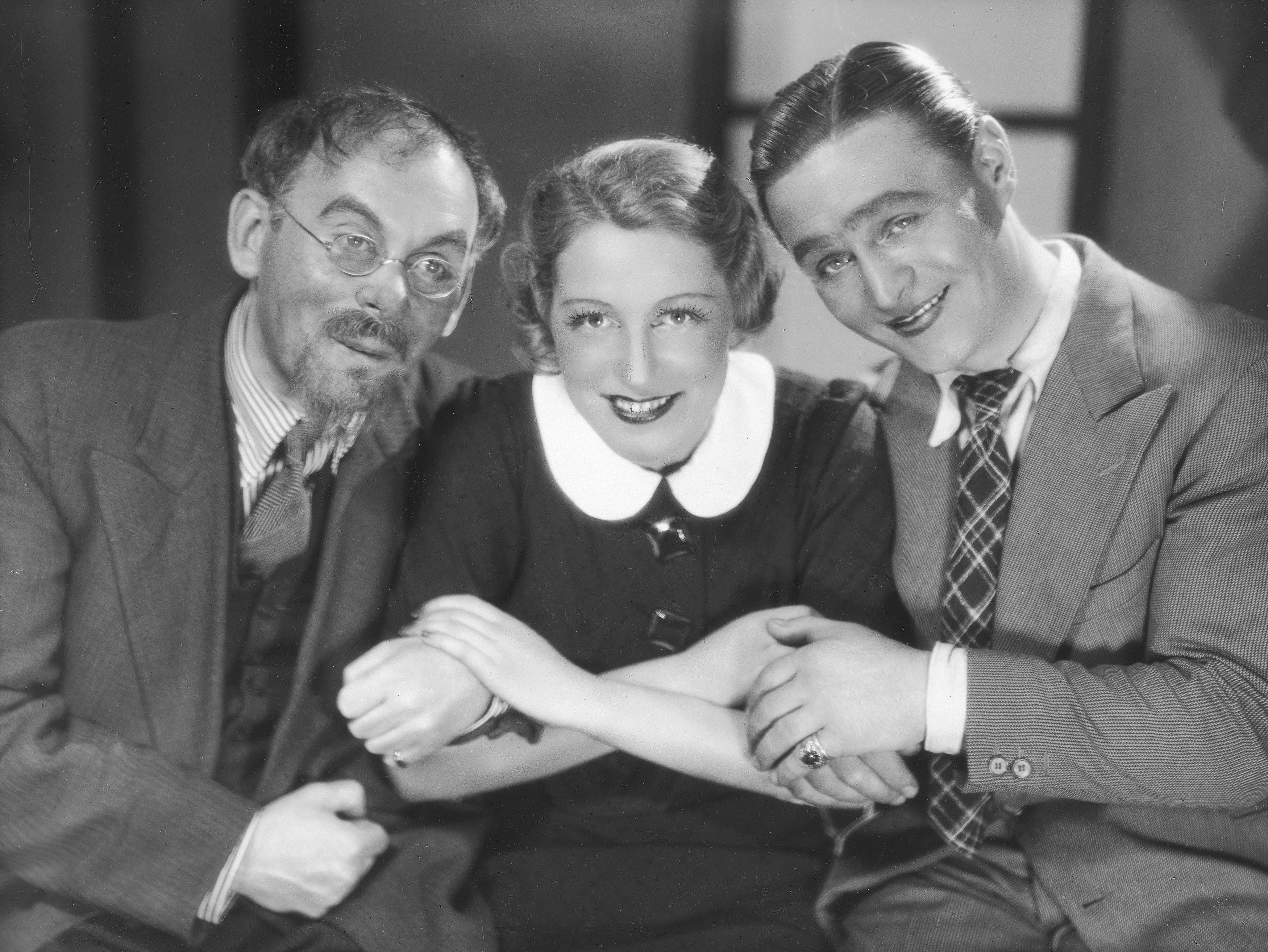
Scena z wodewilu satyrycznego „Kariera Alfa Omegi” w teatrzyku Cyrulik Warszawski (1936). Od lewej: Michał Znicz, Janina Brochwiczówna i Adolf Dymsza.

Uczęszczała na pensję w Moskwie. Maturę zdała w Warszawie w 1927 roku. W 1930 roku zdała eksternistyczny egzamin ZASP-u, i latem t.r. rozpoczęła występy w warszawskiej „Dolince Szwajcarskiej”, a od września do listopada grała w teatrzyku „Uśmiech Warszawy”. Była znaną artystką kabaretową, rewiową i operetkową. Pierwszy wielki sukces odniosła w styczniu 1933 roku w roli Lucy w komedii muzycznej Peppina w teatrze operetkowym 8.30. Od lipca 1933 roku grała w Teatrze Polskim, a we wrześniu 1933 roku została zaangażowana do kabaretu „Cyganeria”. W tym samym roku zdobyła tytuł królowej mody. Jej popularność znacznie wzrosła po zagraniu w filmie Każdemu wolno kochać, gdzie stworzyła duet z Witoldem Contim. Razem zaśpiewali tytułową piosenkę, która od dnia premiery była szlagierem. Janina Brochwiczówna występowała z popularnymi wówczas wokalistami i z grupami muzycznymi m.in. Chórem Juranda. W latach 1934–1936 występowała w teatrach: Małym, na Kredytowej, Wielka Rewia, Reduta, Letnim oraz kabarecie „Cyrulik Warszawski”. Występowała także w Polskim Radiu w recitalach, audycjach muzycznych, m.in. Podwieczorku przy mikrofonie. W 1936 roku zagrała w filmie 30 karatów szczęścia, który utwierdził tylko jej popularność (w filmie zagrała plejada ówczesnych gwiazd filmowych). W latach 1937–1939 występowała tylko w operetkach - w teatrze Letnim, Wielkiej Rewii i Teatrze Wielkim. Przed wybuchem wojny zagrała w filmie Żona i nie żona, który miał premierę dopiero dwa lata później. Paradoksem jest, że grana przez nią bohaterka wyjeżdża do Francji, ponieważ Janina Brochwiczówna po kampanii wrześniowej 1939 roku opuściła kraj i poprzez Rumunię dotarła na południe Francji. Związała się z działalnością YMCA, pod egidą której w latach 1939–1940 występowała dla emigrantów i polskich żołnierzy. We Francji nagrała kilka polskich piosenek dla wytwórni Kohorta.
Po roku 1945 nie powróciła do kraju. W latach powojennych już nie udzielała się w środowiskach artystycznych. Zmarła 30 marca 1997 w Bretanii.

## Filmografia
- 1933: Każdemu wolno kochać jako artystka w rewii
- 1935: M/S Piłsudski. Z Triestu do Gdyni, film dokumentalny, jako sama ona
- 1936: 30 karatów szczęścia
- 1939: Żona i nie żona (premiera, 1941) jako Irena Wojnicka, żona Zenona